# Unity Centre
Unity Centre – zespół czterech biurowców, wzniesionych w latach 2016–2020, położonych przy ulicy Aleksandra Lubomirskiego 20 w Krakowie, w dzielnicy II Grzegórzki, w pobliżu Ronda Mogilskiego.
Centrum składa się z czterech obiektów: najwyższego biurowca Unity Tower (27 pięter), biurowca University Office (9 pięter), biurowca Eastern Office Buildings (6 pięter) oraz biurowca Western Office Buildings (10 pięter).

## Historia
W 1975 roku rozpoczęła się budowa „Szkieletora” (dzisiejszego Unity Tower) jako samodzielnego wieżowca, mierzącego 92 metry wysokości. W 1979 roku budowa została jednak wstrzymana ze względów ekonomicznych. Przez wiele lat, pomimo wielu pomysłów i projektów, ten jeden z najwyższych w Krakowie budynków stał niedokończony.
W połowie 2014 roku rozpoczęto prace nad kontynuacją budowy wieżowca. W lipcu 2014 budowa wieżowca została wstrzymana na wniosek osób, których miejsca zamieszkania graniczą z działką niedokończonego budynku, jednak doszło do porozumienia między nimi a inwestorem. Kontynuacja budowy obiektu wraz z kompleksem Unity Centre rozpoczęto 30 marca 2016 roku.
W sierpniu 2017 po wykonaniu niezbędnych prac rozbiórkowych zniszczonych żelbetowych stropów z zachowaniem stalowej konstrukcji „Szkieletora” na generalnego wykonawcę całego kompleksu Unity Centre wybrano firmę Strabag. Kontrakt zawarty został na kwotę 380 mln zł, a przewidywany termin ukończenia budowy ustalono na kwiecień 2019. W maju 2019 pojawiły się jednak informacje, że nastąpiło opóźnienie w przebudowie wieży i nie będzie gotowa w zakładanym terminie. Kompleks oddano do użytku w październiku 2020.

## Galeria

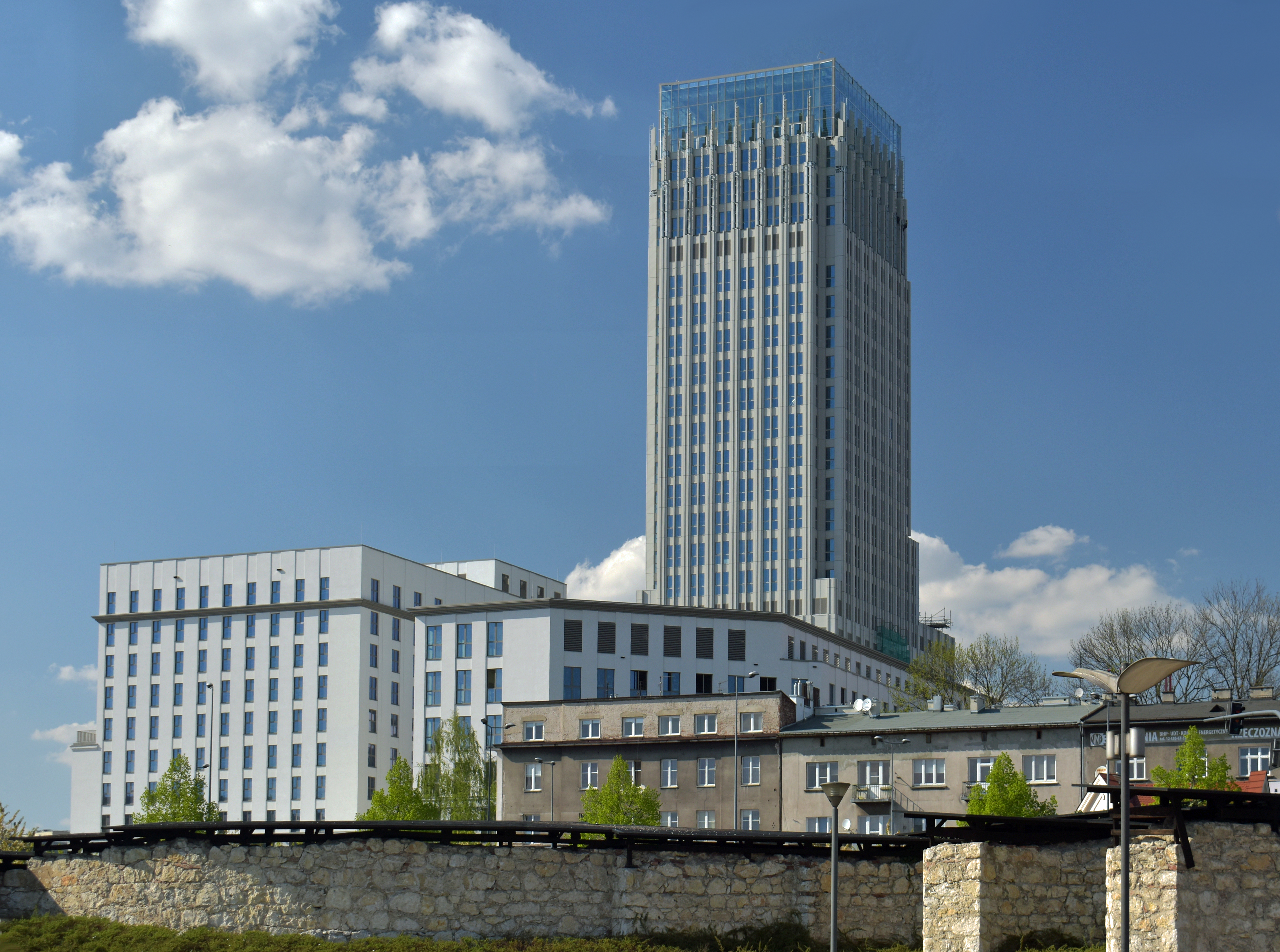
Widok z Ronda Mogilskiego
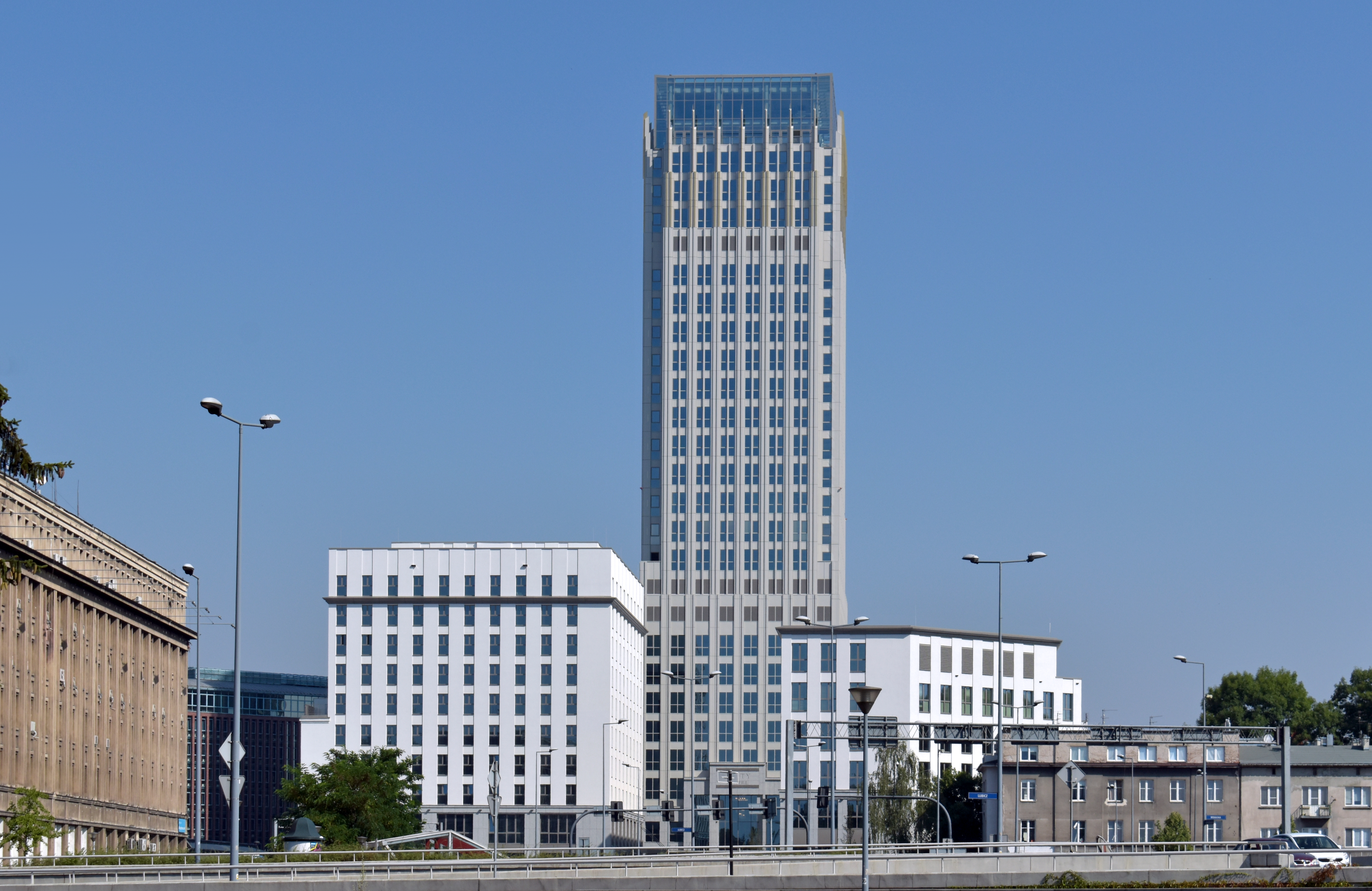
Widok z górnego poziomu Ronda Mogilskiego, z zachodu
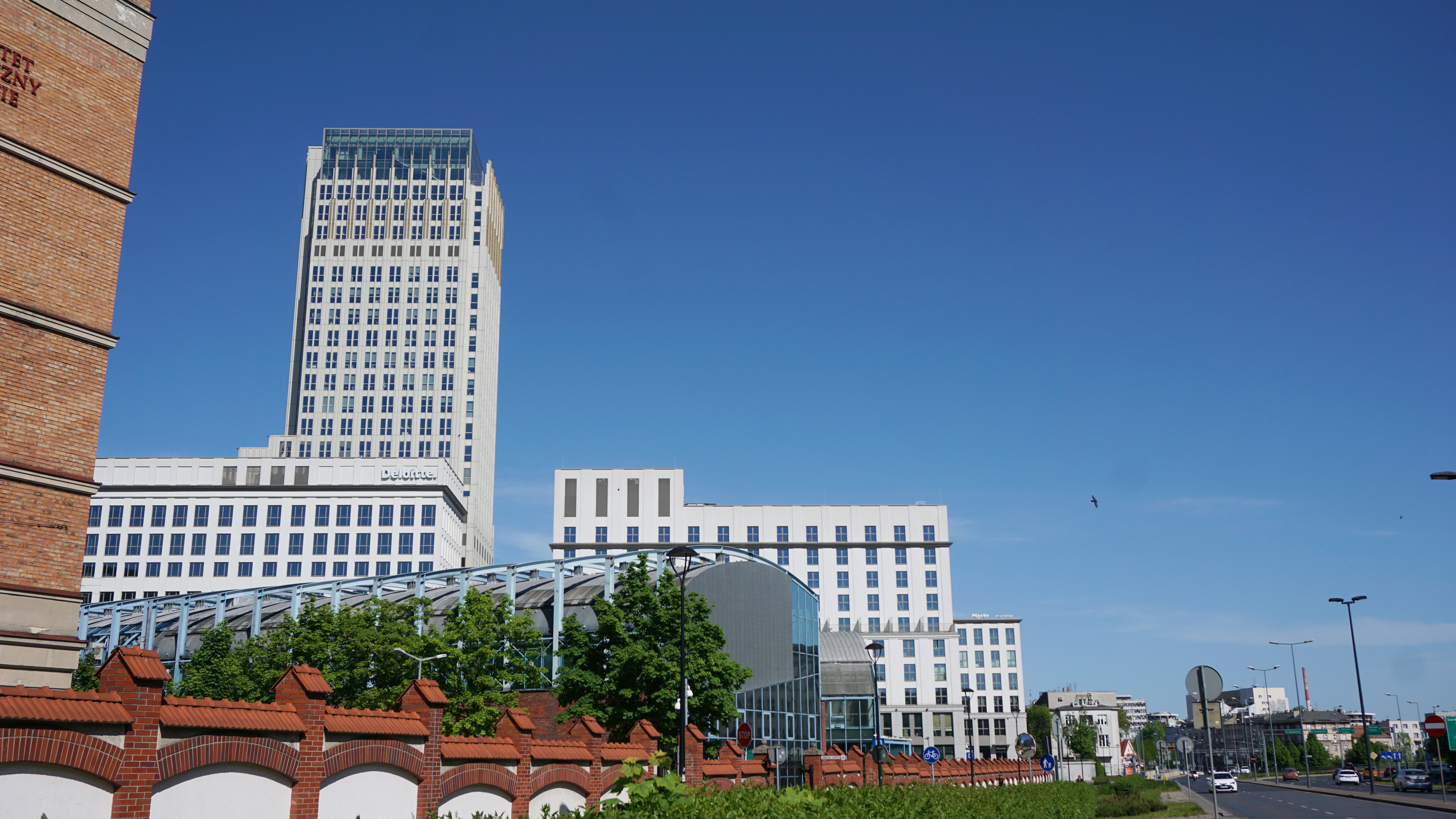
Widok od ulicy Aleksandra Lubomirskiego